# レーンヌ・エリザベス
レーンヌ・エリザベス（Reine Elizabeth）は料理の名称、海老と舌平目のグラタン エリザベス女王風（Gratin of Prawn and Sole "Queen ElizabethII"）の別名である。Reineはフランス語で「女王」を意味する。
1975年、当時のイギリス女王エリザベス2世が訪日した際に、帝国ホテル東京で午餐会が開かれた際に料理長であった村上信夫が魚介類が好きなエリザベス2世のために考案した料理である。エリザベス2世はこの料理を大変気に入り、自分の名前を冠することを許したことから「レーンヌ・エリザベス」の名で呼ばれるようになった。
舌平目、海老、帆立貝、白身魚の身で作ったファルスを大海老に巻いて、モルネーソースをかけて焼いたグラタン料理。アメリケーヌ・ソースが添えられる。